# Divisões administrativas de terras da Austrália Ocidental
As Divisões administrativas de terras da Austrália Ocidental Referem-se a subdivisões do estado de Austrália Ocidental para fins cadastrais (título da terra), a maioria dos quais estão em vigor desde o século XIX. O estado é dividido para esta finalidade em cinco divisões de terra, que por sua vez são subdivididas em distritos de terra, que correspondem a condados em outros estados australianos. Estes distritos são então subdivididos mais em locais numerados, bem como gazetted townsites. Juntos, eles fazem parte das Divisões administrativas de terras da Austrália.

## Divisões de terra

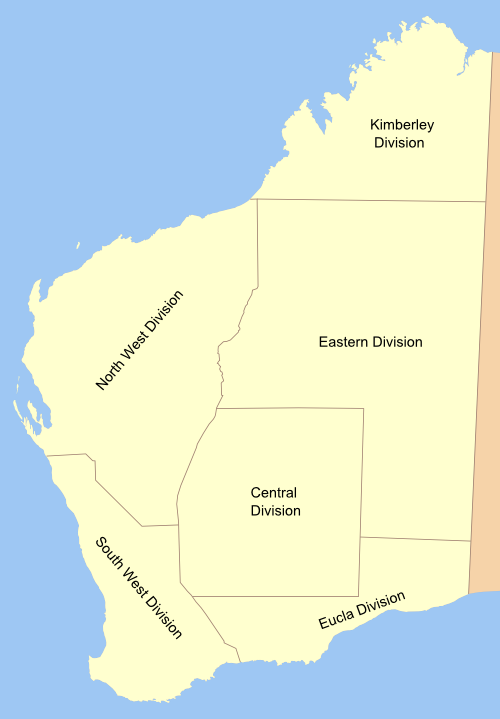
Mapa das seis divisões de terra da Austrália Ocidental antes de a divisão central ser incorporada na divisão oriental

Existem cinco divisões de terra na Austrália Ocidental, conforme especificado no Anexo 1 da Lei de Administração de Terras de 1997.
- Divisão de terra Oriental
- Divisão de terra de Eucla
- Divisão de terra de Kimberley
- Divisão de terra do Noroeste
- Divisão de terras do Sudoeste

O Rabbit-proof fence é a fronteira entre as divisões do Noroeste e do Sudoeste no lado ocidental, e os outros no lado oriental. Em termos práticos, as divisões são raramente utilizadas — em 1897, o subsecretário das terras descreveu seu propósito como "Realmente apenas para a finalidade de classificar a terra para arrendamentos pastorais."
O sistema de divisões desenvolveu-se da seguinte forma:
| Data de promulgação    | Divisões                                                  | Ato de Permissão                                                 | Mapas             |
| ---------------------- | --------------------------------------------------------- | ---------------------------------------------------------------- | ----------------- |
| 11 de outubro de 1882  | Central, Central-Oriental, Sul-Oriental, Norte, Kimberley | Regulamentos de terra                                            |                   |
| 2 de março de 1887     | Sudoeste, Kimberley, Noroeste, Gascoyne, Eucla, Oriental  | Regulamentos de terra, s.39                                      | [ 5 ] [ 6 ] [ 7 ] |
| 1 de janeiro de 1899   | Sudoeste, Kimberley, Noroeste, Ocidental, Eucla, Oriental | Ato de terra de 1898, s. 38                                      | [ 9 ]             |
| 1 de fevereiro de 1907 | Sudoeste, Kimberley, Noroeste, Central, Eucla, Oriental   | Lei de Ação da terra Act 1906, s. 26                             | [ 10 ]            |
| 28 de março de 1917    | Como acima, mas fundido Central em Oriental               | Lei de Ação da Terra de 1917 (No. 19), s. 4                      |                   |
| 6 de março de 1934     | Como acima                                                | Lei de Terras 1933 (No. 37), s. 28                               |                   |
| 30 de março de 1998    | Como acima                                                | Lei de Administração de Terras de 1997 (No. 30), s. 6 and Sch. 1 |                   |

Ver também: Regiões da Austrália Ocidental para uma separação semelhante da Austrália Ocidental com a das divisões "

## Distritos de terra

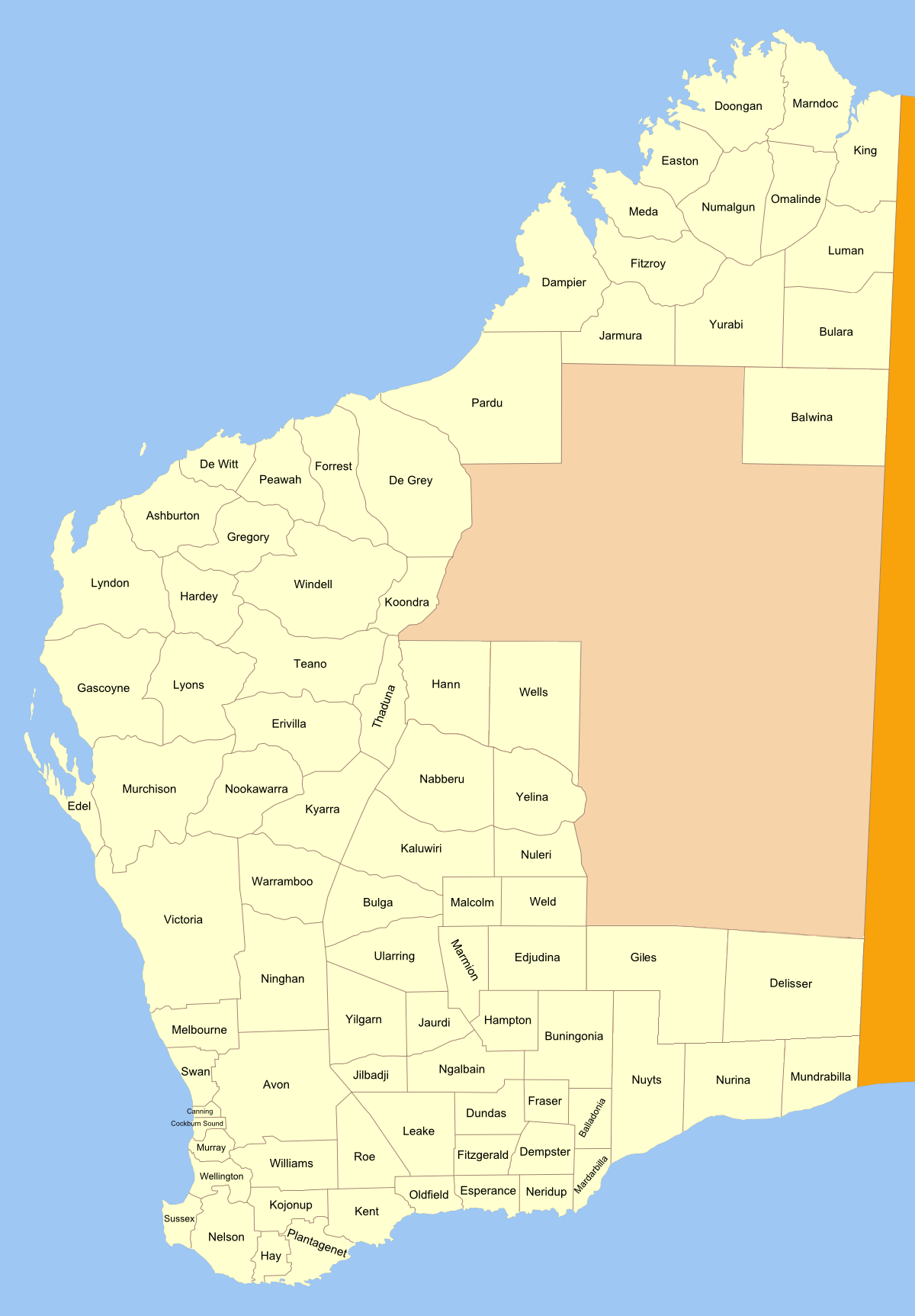
Mapa dos 80 distritos de terra em 1909

Um exemplo das subdivisões adicionais de distritos em locais e lotes no subúrbio de Hamersley (parte do Swan (distrito de terra))

O distrito de terra é o mais alto nível de divisão de terra ativamente usado em títulos de terras da Austrália Ocidental, e tem sido usado de alguma forma desde os primeiros dias da Colônia do Rio Swan, embora só conseguiu reconhecimento estatutário com a promulgação do artigo 7 da Lei de Terras de 1898. Eles são reconhecidos hoje através do artigo 26 da Lei de Administração de Terras de 1997. Sob o sistema em vigor, existem dois métodos de distribuição de títulos dentro de um distrito: Um é gazette um townsite da terra dentro do distrito e daqui em diante o trata inteiramente separada do distrito; ta outra é criar locais (quase sempre numérico) dentro de distritos, como Windell Localização 7 ou Swan Localização 1315, E então dedicar o local como uma reserva com referência aos poderes do Governador sob a Lei de 1997, conceder o local em taxa simples A um indivíduo ou empresa, ou subdividi-lo em lotes para venda ou arrendamento.

### História
Em 1831, as instruções foram emitidas do Secretário colonial em Londres para "Uma divisão de todo o território da Austrália ocidental em Condados, Hundreds e Paróquias de tamanho fixo". No entanto, o sistema foi praticamente abandonado dentro de poucos anos, e os nomes dos distritos foram simplesmente aplicados a áreas sem qualquer esforço para fixar limites para eles. As áreas dentro dos sítios urbanos declarados foram gerenciadas separadamente.
Neste momento, a população da colônia era pequena, e o Governador tinha total controle sobre os assuntos do estado, recebendo conselhos de especialistas como o Surveyor Geral, responsável pelo Departamento de Terras e Pesquisas. Em 1890, a colônia alcançou governo responsável, e em 1892-1893, o ouro foi descoberto na região Kalgoorlie, levando a uma corrida do ouro. Em 1895-1896, o Departamento, até agora bastante ofuscado, tentou definir limites para os distritos com base em onde a terra já havia sido concedida, mas o resultado eram limites irregulares que não seguiam características naturais.  Além disso, Na atribuição e alienação da terra, os oficiais do Departamento estavam em um território pouco explorado devido à mistura de regulamentos anteriores ao 1890 do governador com estatutos excessivamente específicos da legislatura (como o Homestead Act 1893 e Transfer of Land Act 1892) que eles Teve que navegar. O Subsecretário de Terras observou em Agosto de 1896 que "não há disposição em qualquer Ato ou Regulamento para a declaração de distritos de terra ... é apenas um acordo de escritório". 
O topógrafo geral e sua equipe agitaram para um "Consolidated Land Bill", que se consolidaria e depois revogou todos os arranjos anteriores, fornece um quadro legal que reconheceu a prática existente e estabeleça um método mais formal para estabelecer e registrar distritos de terra.  Novos assentamentos de ampla área em áreas da colônia ainda não cobertas por distritos (principalmente em Carnarvon e Esperance) tornaram o assunto mais urgente.
No ínterim, o Departamento iniciou dois novos arquivos no início de 1897, que finalmente registrou a correspondência entre o Chefe do Relator, o Topógrafo Geral, o Subsecretário de Terras e o Ministro responsável na criação de um meio consistente de gerar e nomear novos distritos de terra que seria a base de um sistema legal uma vez que surgiu, e 25 novos distritos foram aprovados até o final do ano. 
Em 1 de janeiro de 1899, O Ato de Terras entrou em vigor e o novo sistema do Departamento tornou-se a norma, com a única mudança de que todos os novos distritos ou mudanças nos existentes foram impressos no Government Gazette. Até 1902, com apenas algumas exceções, os nomes usados costumavam ser aqueles de exploradores ou primeiros colonizadores, mas em 1902, o topógrafo geral rejeitou uma lista sugerida de novos nomes, aconselhar o relator principal que "Eu preferiria muito os nomes nativos euphonious se eles pudessem ser obtidos para esses novos distritos propostos, Como penso que não devemos perder a oportunidade de perpetuar a nomenclatura de uma raça desaparecida, além da qual a responsabilidade de duplicar nomes é amplamente aumentada se os sobrenomes de indivíduos forem dedicados a distritos de terras." Entre 1902 e 1906, uma forte pressa para novos distritos foi promovida pelo desejo de impressionar os agentes da terra em Londres — O ministro notou que "não vai prejudicar o Estado para mostrar o menor número de espaços em branco possível". Antes da construção da Trans-Australian Railway, a Divisão Oriental, que consiste quase inteiramente do desertos Grande Victoria e Grande Sandy, não contém nenhum distrito.

### Lista de Distritos de terras
A lista abaixo representa uma lista completa dos distritos de terras, juntamente com a divisão de que fazem parte e o ano em que surgiram — quer através da concessão de locais antes de 1896, delineação no Departamento de arquivos entre 1896 e 1898, ou gazettal de 1899 em diante.
| Distrito       | Divisão                     | Localização           | Criado | Notas                                |
| -------------- | --------------------------- | --------------------- | ------ | ------------------------------------ |
| Ashburton      | Noroeste                    | 21° 57′ S, 115° 32′ L | 1897   |                                      |
| Avon           | Sudoeste                    | 31° 36′ S, 117° 02′ L | 1833   |                                      |
| Balladonia     | Eucla Oriental              | 32° 15′ S, 123° 35′ L | 1897   |                                      |
| Balwina        | Oriental                    | 20° 15′ S, 127° 40′ L | 1928   |                                      |
| Bulara         | Kimberley                   | 19° 10′ S, 128° 10′ L | 1906   |                                      |
| Bulga          | Oriental                    | 28° 25′ S, 119° 40′ L | 1903   |                                      |
| Buningonia     | Oriental                    | 31° 05′ S, 123° 05′ L | 1903   |                                      |
| Canning        | Sudoeste                    | 32° 10′ S, 115° 57′ L | 1833   |                                      |
| Cockburn Sound | Sudoeste                    | 32° 20′ S, 115° 50′ L | 1833   |                                      |
| Dampier        | Kimberley                   | 17° 40′ S, 122° 40′ L | 1897   |                                      |
| De Grey        | Noroeste                    | 21° 20′ S, 120° 05′ L | 1906   |                                      |
| De Witt        | Noroeste                    | 21° 05′ S, 116° 20′ L | 1897   |                                      |
| Delisser       | Eucla Oriental              | 30° 00′ S, 127° 45′ L | 1916   |                                      |
| Dempster       | Eucla                       | 32° 40′ S, 122° 55′ L | 1897   |                                      |
| Doongan        | Kimberley                   | 14° 50′ S, 126° 40′ L | 1906   | Anteriormente escrito Dungan         |
| Dundas         | Eucla                       | 32° 10′ S, 121° 50′ L | 1897   |                                      |
| Easton         | Kimberley                   | 15° 55′ S, 125° 05′ L | 1906   | Anteriormente conhecido como Kwinana |
| Edel           | Noroeste                    | 26° 40′ S, 113° 40′ L | 1897   |                                      |
| Edjudina       | Oriental                    | 29° 25′ S, 122° 35′ L | 1903   |                                      |
| Erivilla       | Noroeste                    | 25° 35′ S, 117° 50′ L | 1897   |                                      |
| Esperance      | Eucla                       | 33° 40′ S, 121° 40′ L | 1896   |                                      |
| Fitzgerald     | Eucla                       | 32° 55′ S, 121° 37′ L | 1896   |                                      |
| Fitzroy        | Kimberley                   | 17° 55′ S, 124° 50′ L | 1897   |                                      |
| Forrest        | Noroeste                    | 21° 25′ S, 118° 55′ L | 1897   |                                      |
| Fraser         | Eucla Oriental              | 32° 00′ S, 122° 45′ L | 1897   |                                      |
| Gascoyne       | Noroeste                    | 24° 50′ S, 114° 25′ L | 1897   |                                      |
| Giles          | Eucla Oriental              | 30° 00′ S, 125° 20′ L | 1916   |                                      |
| Gregory        | Noroeste                    | 22° 25′ S, 117° 20′ L | 1897   |                                      |
| Hampton        | Oriental                    | 30° 50′ S, 121° 40′ L | 1899   |                                      |
| Hann           | Oriental                    | 24° 50′ S, 120° 50′ L | 1925   |                                      |
| Hardey         | Noroeste                    | 23° 20′ S, 117° 50′ L | 1897   |                                      |
| Hay            | Sudoeste                    | 34° 40′ S, 117° 14′ L | 1857   |                                      |
| Jarmura        | Kimberley                   | 18° 40′ S, 124° 25′ L | 1906   |                                      |
| Jaurdi         | Oriental                    | 30° 25′ S, 120° 50′ L | 1903   |                                      |
| Jilbadji       | Oriental                    | 31° 25′ S, 119° 25′ L | 1903   |                                      |
| Kaluwiri       | Oriental                    | 27° 50′ S, 120° 40′ L | 1903   |                                      |
| Kent           | Sudoeste                    | 33° 50′ S, 118° 50′ L | 1857   |                                      |
| King           | Kimberley                   | 15° 50′ S, 128° 40′ L | 1899   |                                      |
| Kojonup        | Sudoeste                    | 33° 40′ S, 117° 35′ L | 1840   |                                      |
| Koondra        | Noroeste                    | 23° 35′ S, 120° 05′ L | 1906   | Anteriormente escrito Kundra         |
| Kyarra         | Noroeste                    | 26° 50′ S, 118° 20′ L | 1897   |                                      |
| Leake          | Eucla                       | 32° 25′ S, 120° 25′ L | 1903   |                                      |
| Luman          | Kimberley                   | 17° 20′ S, 128° 10′ L | 1906   |                                      |
| Lyndon         | Noroeste                    | 23° 10′ S, 114° 40′ L | 1897   |                                      |
| Lyons          | Noroeste                    | 24° 50′ S, 116° 25′ L | 1897   |                                      |
| Malcolm        | Oriental                    | 28° 50′ S, 121° 20′ L | 1900   |                                      |
| Mardarbilla    | Eucla                       | 33° 25′ S, 123° 45′ L | 1897   |                                      |
| Marmion        | Oriental                    | 29° 40′ S, 121° 10′ L | 1899   |                                      |
| Marndoc        | Kimberley                   | 15° 10′ S, 127° 40′ L | 1906   |                                      |
| Meda           | Kimberley                   | 16° 40′ S, 123° 50′ L | 1897   |                                      |
| Melbourne      | Sudoeste                    | 30° 40′ S, 116° 10′ L | 1848   |                                      |
| Milyuga        | Oriental                    | 25° 25′ S, 127° 25′ L | 1932   |                                      |
| Mundrabilla    | Eucla                       | 31° 30′ S, 128° 15′ L | 1903   |                                      |
| Murchison      | Noroeste                    | 26° 40′ S, 115° 40′ L | 1897   |                                      |
| Murray         | Sudoeste                    | 32° 40′ S, 116° 05′ L | 1837   |                                      |
| Nabberu        | Oriental                    | 26° 35′ S, 120° 10′ L | 1903   |                                      |
| Nelson         | Sudoeste                    | 34° 10′ S, 116° 10′ L | 1858   |                                      |
| Neridup        | Eucla                       | 33° 40′ S, 122° 55′ L | 1896   |                                      |
| Ngalbain       | Oriental                    | 31° 20′ S, 121° 10′ L | 1903   |                                      |
| Ninghan        | Noroeste Sudoeste           | 30° 10′ S, 117° 35′ L | 1897   |                                      |
| Nookawarra     | Noroeste                    | 26° 50′ S, 117° 10′ L | 1897   |                                      |
| Nuleri         | Oriental                    | 27° 40′ S, 122° 10′ L | 1903   |                                      |
| Numalgun       | Kimberley                   | 16° 40′ S, 125° 50′ L | 1906   |                                      |
| Nurina         | Eucla                       | 31° 40′ S, 126° 30′ L | 1903   |                                      |
| Nuyts          | Eucla                       | 31° 35′ S, 124° 40′ L | 1903   |                                      |
| Oldfield       | Eucla Sudoeste              | 33° 40′ S, 120° 25′ L | 1896   |                                      |
| Omalinde       | Kimberley                   | 16° 20′ S, 127° 10′ L | 1906   |                                      |
| Pardu          | Kimberley Oriental Noroeste | 19° 50′ S, 120° 40′ L | 1906   |                                      |
| Peawah         | Noroeste                    | 21° 20′ S, 117° 40′ L | 1897   |                                      |
| Plantagenet    | Sudoeste                    | 34° 20′ S, 117° 50′ L | 1833   |                                      |
| Roe            | Sudoeste                    | 32° 50′ S, 119° 10′ L | 1899   |                                      |
| Sussex         | Sudoeste                    | 33° 55′ S, 115° 05′ L | 1840   |                                      |
| Swan           | Sudoeste                    | 31° 20′ S, 115° 50′ L | 1833   |                                      |
| Teano          | Noroeste                    | 24° 25′ S, 118° 50′ L | 1906   |                                      |
| Thadoona       | Noroeste                    | 25° 25′ S, 119° 40′ L | 1903   | Anteriormente escrito Thaduna        |
| Tugaila        | Oriental                    | 25° 25′ S, 124° 25′ L | 1932   |                                      |
| Ularring       | Oriental                    | 29° 25′ S, 120° 05′ L | 1903   |                                      |
| Victoria       | Noroeste Sudoeste           | 29° 10′ S, 115° 25′ L | 1853   |                                      |
| Wanman         | Oriental                    | 22° 10′ S, 123° 50′ L | 1950s  |                                      |
| Warramboo      | Nooeste                     | 28° 05′ S, 117° 50′ L | 1897   |                                      |
| Weld           | Oriental                    | 28° 40′ S, 122° 25′ L | 1901   |                                      |
| Wellington     | Sudoeste                    | 33° 10′ S, 115° 50′ L | 1835   |                                      |
| Wells          | Oriental                    | 25° 15′ S, 122° 30′ L | 1925   |                                      |
| Williams       | Sudoeste                    | 32° 50′ S, 117° 50′ L | 1835   |                                      |
| Windell        | Noroeste                    | 22° 55′ S, 119° 35′ L | 1897   |                                      |
| Yamarna        | Oriental                    | 28° 10′ S, 123° 40′ L | 1930   |                                      |
| Yelina         | Oriental                    | 26° 20′ S, 122° 10′ L | 1903   |                                      |
| Yilgarn        | Oriental                    | 30° 50′ S, 119° 05′ L | 1900   |                                      |
| Yowalga        | Oriental                    | 27° 55′ S, 127° 00′ L | 1932   |                                      |
| Yurabi         | Kimberley                   | 18° 55′ S, 125° 32′ L | 1906   |                                      |

## Condados

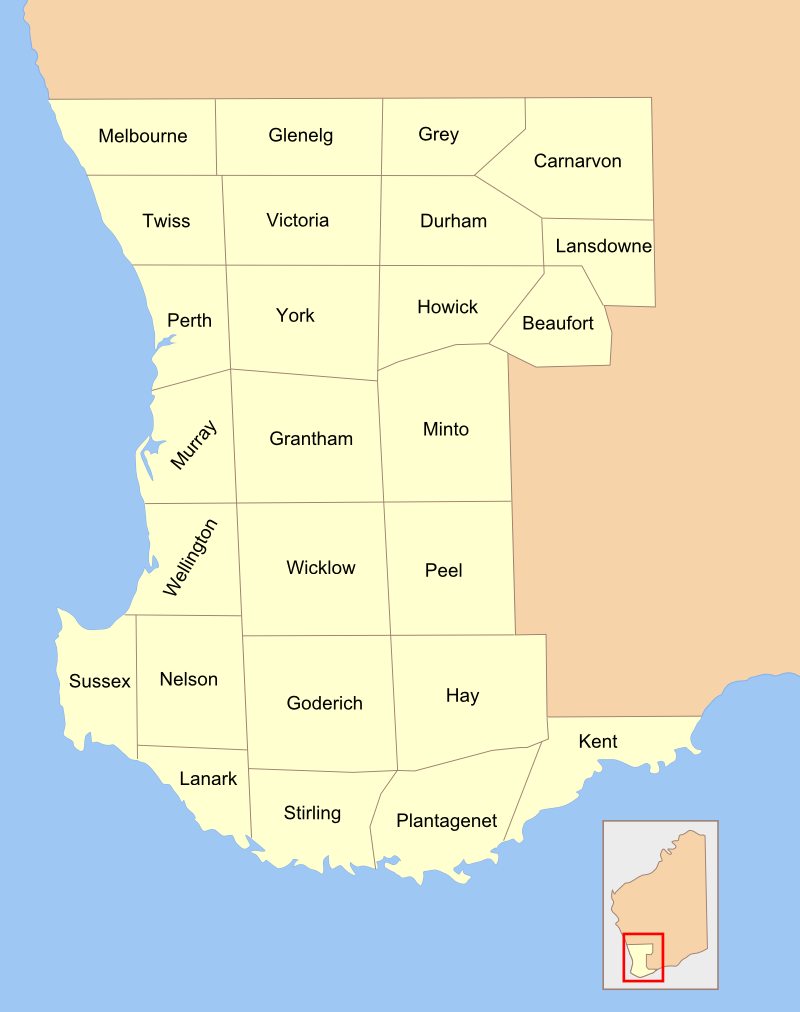
26 condados da Austrália Ocidental

Historicamente, existiam 26 condados na parte sudoeste do estado, designados logo após a fundação da Colônia do Rio dos Cisnes em 1829. Originalmente, os mesmos foram subdivididos em hundreds e paróquias de forma semelhante ao Sul da Austrália, mas isto não ocorreu, pois o sistema divisão/distrito teve precedência.
- Condado de Beaufort
- Carnarvon (condado)
- Condado de Durham
- Glenelg (condado)
- Goderich (condado)
- Grantham (condado)
- Condado de Grey
- Hay (condado)
- Howick (condado)
- Condado de Kent
- Condado de Lanark
- Lansdowne (condado)
- Melbourne (condado)
- Minto (condado)
- Condado de Murray
- Condado de Nelson
- Condado de Peel
- Condado de Plantagenet
- Condado de Perth
- Condado de Stirling
- Condado de Sussex
- Twiss (condado)
- Condado de Victoria
- Condado de Wellington
- Condado de Wicklow
- Condado de York